# Josefa Andrés Barea
Josefa Andrés Barea (ur. 17 lutego 1958 w Burjassot) – hiszpańska polityk, pielęgniarka i działaczka związkowa, posłanka do Parlamentu Europejskiego VII kadencji, deputowana krajowa.

## Życiorys
Z zawodu dyplomowana pielęgniarka. Pracowała m.in. jako zastępczyni inspektora w ministerstwie zdrowia w regionalnym rządzie Walencji.
Na początku lat 80. wstąpiła do związku zawodowego UGT, a także do Hiszpańskiej Socjalistycznej Partii Robotniczej. W 1999, 2003 i 2007 była wybierana w skład Kortezów Walencji. Przez dwie kadencje pełniła funkcję rzecznika prasowego jednej z komisji parlamentarnych.
W wyborach w 2009 z ramienia PSOE uzyskała mandat posłanki do Parlamentu Europejskiego. W PE przystąpiła do grupy Postępowego Sojuszu Socjalistów i Demokratów, wybrano ją też do Komisji Rybołówstwa. W PE zasiadała do 2014.
W wyborach w kwietniu 2019 i listopadzie 2019 uzyskiwała mandat posłanki do Kongresu Deputowanych.